# NGC 5365
NGC 5365 este o galaxie lenticulară situată în constelația Centaurul. A fost descoperită în 15 martie 1836 de către John Herschel. Se află la o distanță de 25,7 de megaparseci de Pământ.